# Paul Davis (ur. 1961)
Paul Vincent Davis (ur. 9 grudnia 1961) – brytyjski piłkarz występujący na pozycji pomocnika. Jest wychowankiem Arsenalu i to w tym klubie spędził większą część swojej kariery (17 lat). Po opuszczeniu Londynu Davis przez krótki czas występował w norweskim Stabæk Fotball. Swoją karierę zakończył w 1996 roku po jednym sezonie gry dla Brentford. 27 października 2005 roku został asystentem nowego menadżera Kettering Tow Paula Gascoigne, lecz po zaledwie sześciu tygodniach pracy, 5 grudnia zarówno Davis, jak i Gascoigne opuścili klub.